# Maggie's Farm
Maggie's Farm is een nummer geschreven door Bob Dylan, opgenomen op 15 januari 1965 en uitgebracht op het album Bringing It All Back Home op 22 maart van dat jaar. Op 4 juni 1965 werd het nummer uitgebracht op single en bereikte het de 22e plaats in het Verenigd Koninkrijk.

## Achtergrond
Maggie's Farm is een protestnummer tegen protestfolk en representeert de verandering van Dylan van een folkzanger naar een innovatieve stylist. Ironisch wordt het nummer ook weleens een politiek protestnummer genoemd. Zo wordt in de tekst de National Guard genoemd en heeft Maggie's moeder het over "Man and God and Law", en de boerderij waarover gezongen wordt kan staan voor racisme, onderdrukking van de staat en kapitalistische uitbuiting.
Het nummer is vooral bekend omdat het het centrale nummer was dat Dylan speelde tijdens het Newport Folk Festival op 25 juli 1965. Hoewel het hele optreden controversieel was - het publiek was het er niet mee eens dat Dylan overstapte van akoestische folk naar elektrische rock - zorgde dit nummer voor de meeste ophef omdat het veel sneller en agressiever gespeeld werd dan de albumversie. Zo beweerde festivalmanager Joe Boyd dat "de eerste noot van Maggie's Farm het luidste was dat iemand ooit had gehoord".

## Coverversies
- Solomon Burke (1965, op de B-kant van de single Tonight's the Night)
- Richie Havens (1968, op zijn album Something Else Again)
- Flatt & Scruggs (1969, op single)
- The Residents (1971, bedoeld voor het album Warner Bros. Album, dat niet werd uitgebracht; verscheen in 2004 op WB: RMX)
- The Blues Band (1980, als protest tegen Margaret Thatcher)
- U2 (live gespeeld in 1986 en 1987)
- The Grateful Dead (live gespeeld tussen 1987 en 1995)
- Uncle Tupelo (live gespeeld in 1988 en 1989)
- The Specials (live gespeeld, uitgebracht als B-kant van de single Do Nothing)
- Tin Machine (live gespeeld in 1989, uitgebracht als dubbele A-kant op de single Tin Machine)
- Hot Tuna (1992, op hun livealbum Live at Sweetwater)
- David Grisman, John Hartford en Mike Seeger (1999, op hun album Retrograss)
- Rage Against the Machine (2000, op hun coveralbum Renegades)
- Silvertide (2006, voor de film Lady in the Water)
- Stephen Malkmus en The Million Dollar Bashers (2007, in de Dylan-biopic I'm Not There)
- Mazoni (Catalaanse versie in 2007 op hun album Si els dits fossin xilòfons)
- Toots Hibbert (2010, op het Bob Dylan-tributealbum Is It Rolling Bob?)